# Boca (Italia)
Boca es una localidad y comune italiana de la provincia de Novara, región de Piamonte, con 1.186 habitantes. 

## Evolución demográfica
| Gráfica de evolución demográfica de Boca entre 1861 y 2001 |
|                                                            |
| Fuente ISTAT - elaboración gráfica de Wikipedia            |